# آرنپریور
آرنپریور (به انگلیسی: Arnprior) یک شهرک در کانادا است که در شهرستان رنفرو واقع شده‌است.

## خصوصیات
آرنپریور ۱۳٫۰۴ کیلومترمربع مساحت و ۸٬۱۱۴ نفر جمعیت دارد و ۷۴٫۲ متر بالاتر از سطح دریا واقع شده‌است.